# Morinville
Morinville är en ort i Kanada.   Den ligger i provinsen Alberta, i den centrala delen av landet, 2 800 km väster om huvudstaden Ottawa. Morinville ligger 701 meter över havet och antalet invånare är 8 108.
Terrängen runt Morinville är mycket platt. Närmaste större samhälle är St. Albert, 18,5 km söder om Morinville.
Trakten runt Morinville består till största delen av jordbruksmark. Runt Morinville är det glesbefolkat, med 8 invånare per kvadratkilometer.